# 印度蟒
印度蟒（學名：Python molurus），又稱印度岩蟒、亞洲岩蟒、黑尾蟒、印度虎紋蟒，是蛇亞目蟒科蟒屬下的一種無毒蛇類，主要分布於南亚印度次大陆。以前，分布于华南及东南亚的緬甸蟒（P. bivittatus）曾被长期视为本种的亞種，直到2009年才确定緬甸蟒是另外一个独立的物种。

## 特徵

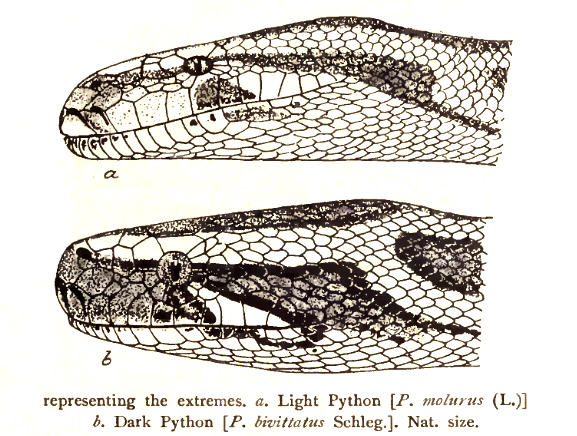
緬甸蟒與印度蟒的頭部比較

成年的印度蟒平均能長達4米，體重約為70至129磅或以上，其圍量更冠絕其它一般的蛇類。目前，體型最長印度蟒的紀錄是5.85米長（紀錄者為西孟加拉邦的Cooch-Behar）。印度蟒的鱗片平滑具光澤，頭部較為扁平，鼻端闊大並且向上方翹起。眼睛細小，擁有直線式的瞳孔，虹膜有明顯的金色斑點。其身體上有已經退化的殘肢，在肛門附近有相關痕跡，成短刺狀。
印度蟒的顏色偏向以白色或黃色為基調，配以大型點狀斑紋，體紋顏色以暗棕至泥黃色為主，體色及紋理根據各處分布地的不同而有著差異。分布於西高止山脈及阿薩姆邦山林地帶的印度蟒體色較深沉；而來自德干高原的印度蟒則明顯較為淺色。

## 地理分布
印度蟒主要分布於巴基斯坦、尼泊爾、印度、斯里蘭卡、孟加拉、阿薩姆邦、不丹及孟加拉國。其標準產地為「印度（Indiis）」。

## 保育狀態
印度蟒被世界自然保護聯盟紅色名錄列為「低危」級別。意指此蛇物種數量被判斷暫未有即時危險，但已屬於開始受到威脅的類別。許多印度蟒遭獵殺的原因，是其優秀亮麗的表皮受到皮革商人的覬覦，因而逐漸成為瀕危物種。在喀拉拉邦及泰米爾納德邦一帶，印度蟒常被原居民捕殺並作食物處理，當地人亦認為蟒蛇的脂肪具藥療作用，因此印度蟒的生態環境實在堪虞，目前泰米爾納德邦政府已下令保護印度蟒。

## 棲息地

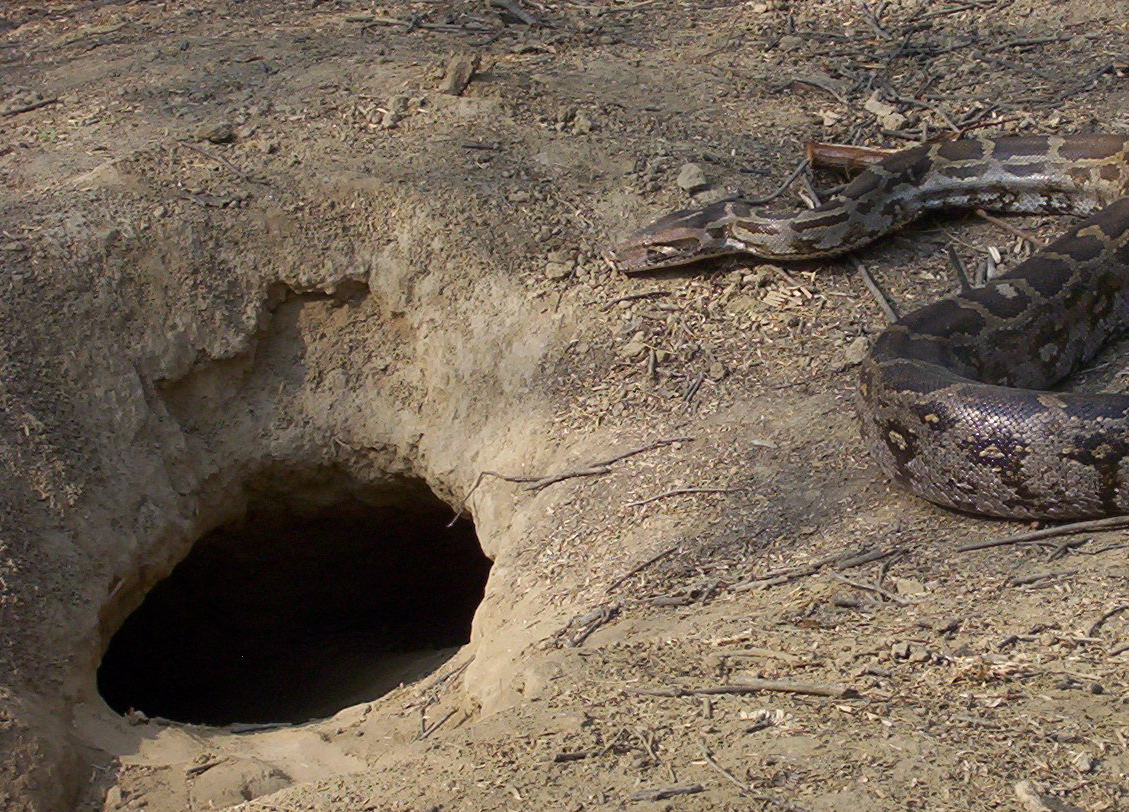
一條身處於印度蓋奧拉迪歐國家公園的印度蟒，正在地洞前方曬太陽

印度蟒能在廣泛類別的地形活動，包括草原、濕原、灌木林、岩山、樹林與及河谷。牠們的生活亦需要接近水源。有時候印度蟒也會棲息於其它哺乳動物的洞穴、中空樹幹、水葦叢與及紅樹林中。

## 行為
印度蟒動作遲緩，平常性格頗顯怯懦，即使遇到危難也不擅長逃逸。行動路徑多以直線形式為主，移動時身體多呈直線狀。牠們是相當優秀的游泳者，也會以水中為活動根據地，必要時更能於水中潛伏一段時間。不過雖然印度蟒有在水中短時間逗留的能力，但牠們的主要活動地帶始終僅限於淺水或河邊位置而已。

## 進食習慣

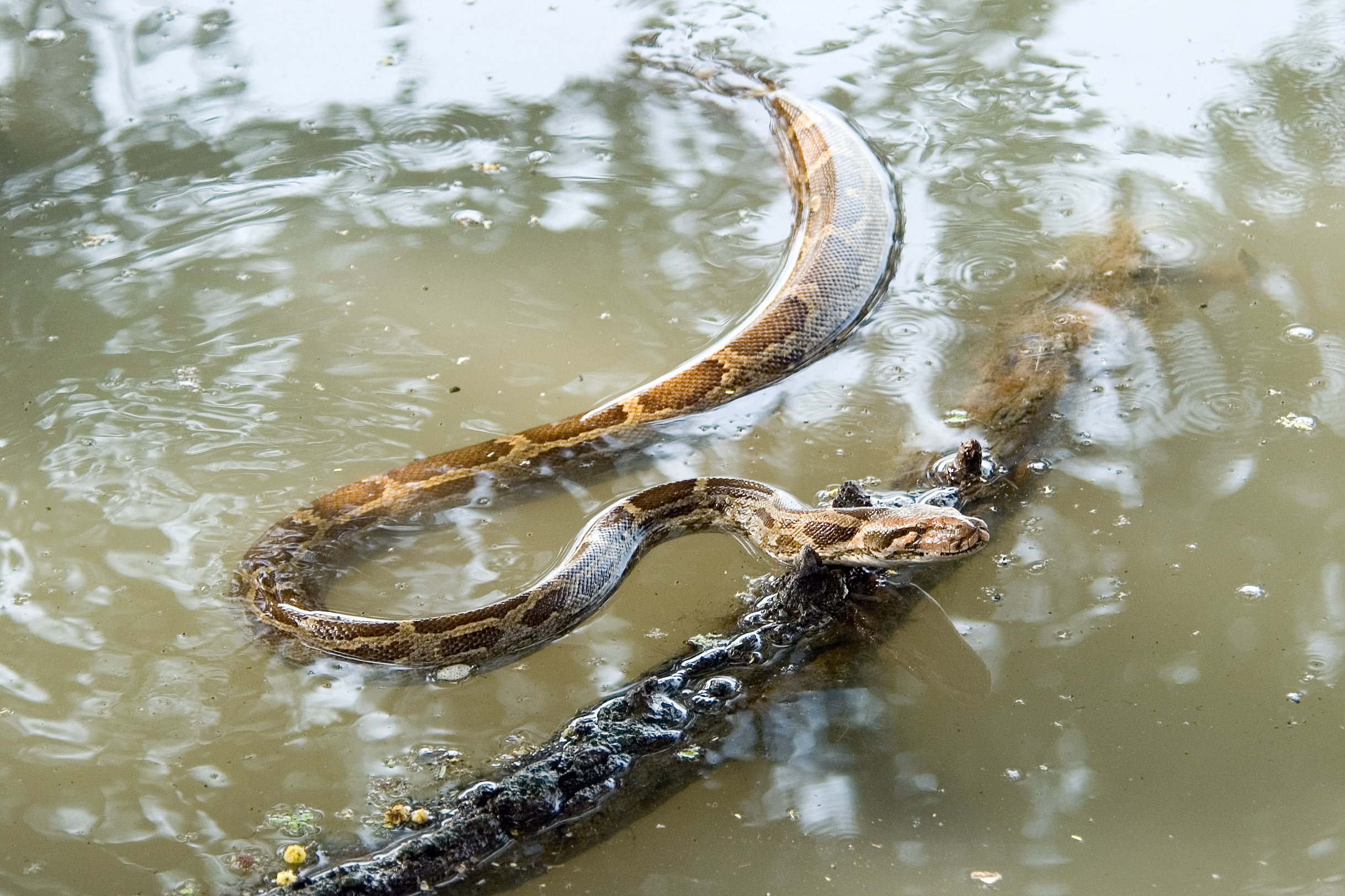
印度蓋奧拉迪歐國家公園的印度蟒

印度蟒多隨意獵食哺乳動物、鳥類及爬蟲類等動物，在搜捕獵物時會展現出難得的活力，在狙擊獵物時會抖動尾巴並看準機會張口猛噬。若遇上具備相當體型的獵物，印度蟒便會以蟒蛇擅長的緊纏法勒死對手，通常以身體纏繞獵物僅一至兩圈，並催動肌肉施壓，已足以將獵物殺死。可是即使牠遇上小型的獵物，如田鼠，牠還是會採用緊纏法先勒死獵物。每次進食過大型獵物後，印度蟒的動作會比平日更為不願行動，若牠在這種狀態下勉強行進，其身體可能會被體內未被消化的獵物的堅硬部份所撕裂。因此，如果印度蟒在剛進食的時候受到威脅或騷擾，有時候可能會將已吞下的食物嘔吐出來，讓身體重新靈活起來，方便從危機之中得以逃走。另外，在進食過大型獵物後，印度蟒可能會停止進食數周，而停食紀錄最久者甚至曾停食達兩年之久。目前尚未有人類被印度蟒吞食的報告。

## 繁殖
印度蟒屬於卵生動物，雌蛇每次能誕下多達100枚的蛇卵，亦會負起保護及孵育蛇卵的責任。作為變溫動物，雌性印度蟒不能直接以體溫孵育蛇卵，因此牠們多以身體肌肉在蛇卵周邊進行往復的磨擦，從而產生熱能，以確保有足夠溫度孵化蛇卵。初生幼蛇體長達45至60公分，並開始迅速成長。

## 亞種
自缅甸蟒被确认为独立物种之后，本种目前未有被承认的亚种。
根據文獻記載，也許亞洲岩蟒之下尚有一個未被正式認可的亞種，名為錫蘭蟒又名錫蘭岩蟒，其學名為「P. m. pimbura（Deraniyagala, 1945）」，主要分布於斯里蘭卡。

## 外部連結
- （英文）TIGR爬蟲類資料庫：印度蟒
- （英文）亞洲生態網：印度蟒
- （英文）Animal Pictures Archive：印度蟒 （页面存档备份，存于）